# Olga Haenke
Olga Haenke, all'anagrafe Olga Haenke Peredo (Santa Cruz de la Sierra, 23 aprile 1998), è un'attrice, ballerina e modella boliviana naturalizzata spagnola, nota per aver interpretato il ruolo di Anabel Bacigalupe nella soap Una vita (Acacias 38).

## Biografia
Olga Haenke è nata il 23 aprile 1998 a Santa Cruz de la Sierra (Bolivia), trasferendosi in Spagna in tenera età con la sua famiglia. Ha una sorella che si chiama Fabiola e oltre allo spagnolo, parla fluentemente l'inglese e il francese.

## Carriera
Olga Haenke si è trasferita in Spagna all'età di cinque anni, frequentando corsi di ballo, di lirica contemporanea e su Bollywood. Successivamente è entrata a far parte dell'agenzia di modelle Fashion Face.
Nel 2019 ha partecipato come modella a Madrid negli spettacoli Nunu moda Santander e M lucia joyería.
Nel 2020 e nel 2021 è stata scelta per recitare nella soap opera in onda su La 1 Una vita (Acacias 38) nel ruolo di Anabel Bacigalupe, la figlia di Marcos (interpretato da Marcial Álvarez) e dove ha recitato fino alla morte del suo personaggio.
Nel 2021 ha recitato nella serie Heridas. Nello stesso anno ha recitato nella serie di Movistar Sentimos las molestias.

## Filmografia

### Televisione
- Una vita (Acacias 38) – soap opera, 170 episodi (2020-2021) – Anabel Bacigalupe
- Heridas – serie TV (2021)
- Sentimos las molestias – serie TV (2021)

## Moda
- Nunu moda Santander a Madrid (2019)
- M lucia joyería a Madrid (2019)

## Doppiatrici italiane
Nelle versioni in italiano dei suoi film e delle sue serie TV, Olga Haenke è stata doppiata da:
- Valentina Pallavicino[29] in Una vita[30]